# Jean Hippolyte Colins de Ham
Jean Guillaume César Alexandre Hippolyte, baron de Colins, dit Jean Hippolyte Colins de Ham ou juste Colins, né le 23 décembre 1783 à Bruxelles et mort en 1859 à Montrouge (Hauts-de-Seine), est un sociologue et philosophe français inventeur du concept de « Socialisme rationnel ».

## Biographie

### Education et formation
Colins de Ham est fils de Jean-Guillaume de Colins, chevalier de Ham (1729-1799), qui fut chambellan à la Cour impériale de Bruxelles.
Pour son éducation, Colins est confié au prêtre et savant Henri-Joseph Debouche (1738-1805), de 1791 à 1801. Il étudie les auteurs grecs classiques, Augustin d'Hippone, Thomas d'Aquin, et des philosophes aussi divers que Descartes et Condillac.
Colins voyage en Allemagne en 1801 puis s'engage dans le 8e régiment de hussards français en décembre 1803 et fait carrière dans l'armée jusqu'en 1811, puis à nouveau de 1813 à 1816. En 1804, il étudie les mathématiques et spécialement la géométrie. L'armée l'envoie étudier la médecine vétérinaire (pour les chevaux) et l'agriculture à l'école impériale d'Alfort. Entre 1811 et 1813 il tente une carrière administrative puis s'engage à nouveau pour défendre l'Empire à la suite de la Retraite de Russie. Il termine sa carrière avec le grade de chef d'escadron et la Légion d'honneur, mais doit quitter l'armée en juillet 1816 car il reste fidèle à Napoléon.
Il étudie alors la médecine et reste lié aux bonapartistes qu'il retrouve à Philadelphie où il se rend en juin 1818. Puis Colins s'installe à Cuba comme propriétaire de plantations de café, poursuit ses études de médecine à La Havane. Il épouse en 1820 une créole de Saint-Domingue, la veuve Marie-Louise de Saint-Georges. Ils auront un fils et une fille. Il reste en contact avec d'anciens officiers de l'armée napoléonienne comme Alexandre Fourchy.

### Durant la Monarchie de Juillet
Les changements politiques en France, la Révolution de 1830, le poussent à s'engager à nouveau avec les bonapartistes, à retourner en France et à voyager. Il laisse sa famille à Cuba. Il aurait reçu la nationalité française en 1830.
Durant les années 1832-1834, délaissant la politique, il étudie Saint-Simon, Fourier, et s'intéresse à de nombreux sujets : les sciences, les lettres, la théologie, le droit, la médecine, et l'histoire naturelle. C'est à ce moment qu'il tente de faire connaître son « socialisme rationnel », qui soutient l'idée de la nationalisation de la terre pour éliminer la pauvreté. Il publie ses deux premiers ouvrages Le pacte social et Le socialisme rationnel. On lui attribue le néologisme « collectivisme ».
Colins est emprisonné de juin 1848 à mars 1849, à la suite de la Révolution de 1848. Il meurt en novembre 1859. Il est inhumé au Cimetière de Montrouge (Paris 14e arr.), 13e division. Sur sa tombe a été inscrite une épitaphe qui le cite "L'ordre moral c'est l'harmonie éternelle entre la liberté et la fatalité des évènements".

## Publications
- Le Pacte social, 1834
- Socialisme rationnel, ou Association universelle des amis de l'humanité, 1849 lire en ligne sur Gallica
- Qu'est-ce que la science sociale, 1854-55
- La Science sociale, 1857
- De la souveraineté, 1857 [lire en ligne (page consultée le 5 mars 2014)]
- La science sociale, 1857-96

### Articles d'Ivo Rens
- « Colins, précurseur du collectivisme étatique et du socialisme libéral », Res publica, Bruxelles, 1965, vol. 7, p. 352-377.
- « Philosophie colinsienne ou les fondements rationalistes d'un socialisme de l'ordre moral », Res publica, Bruxelles, 1967, vol. 9, no spécial, 104 pages.
- « Utopie et millénarisme chez Fourier et Colins », Revue suisse d'histoire, Bâle, 1972, t. 22, fasc. 4, p. 573-590.
- « Colins et Sade », Res publica, Bruxelles, 1971, vol. 13, n⁰ 1, p. 125-140.
- « Sismondi vu par Colins », in : Sismondi européen, actes du colloque international tenu à Genève les 14 et 15 septembre 1973, Genève, Slatkine, 1976, p. 69-78.
- « La métaphysique de Colins de Ham : (1783-1859) », in : Conférences et débats du Cercle d'études philosophiques d'Annecy, Lyon, 1983, p. 19-40.
- « Sur la version colinsienne de l’argument ontologique », Revue européenne des sciences sociales, Tome XLI, 2003, n. 125, p. 143-151. [lire en ligne (page consultée le 3 mars 2014)]

## Source
- (de) Cet article est partiellement ou en totalité issu de l’article de Wikipédia en allemand intitulé « Jean de Colins » (voir la liste des auteurs).